# Camillo Francesco Maria Pamphili
Camillo Francesco Maria Pamphili o Pamphilj (Nápoles, 21 de febrero de 1622-Roma, 26 de julio de 1666) fue un cardenal católico italiano y un noble de la familia Pamphili. 

## Primeros años
Pamphili nació en Nápoles el 21 de febrero de 1622. Su padre, Pamphilio Pamphili, se había mudado a Nápoles con su mujer Olimpia Maidalchini después de que su hermano, el cardenal Giovanni Battista Pamphili (futuro Papa Inocencio X), se convirtiera en el nuncio papal del Reino de Nápoles. En su juventud, Pamphili estudió poesía, filosofía, matemáticas y arquitectura.
En 1639, cuando su padre murió, comenzaron los esfuerzos para encontrar una mujer a Camillo para honrar el linaje familiar. Entretanto, su tío era nombrado Papa en 1644. Después de que se iniciaran las negociaciones para la boda de su hermana Constanza con Niccolò Ludovisi, quien pertenecí a la facción pro-española, se buscó una posible mujer para el joven Pamphili en la facción pro-francesa. Olimpia Maidalchini propuso a la hija de Taddeo Barberini, Lucrezia, quien tenía entonces doce años de edad. Dicho movimiento fue confeccionado para apaciguar la tensión entre los Pamphili y los Barberini, la cual había surgido después de la elección de Inocencio X como Papa (este había mandado investigar a los Barberini por malversación de fondos durante la Primera Guerra de Castro).

## Carrera eclesiástica

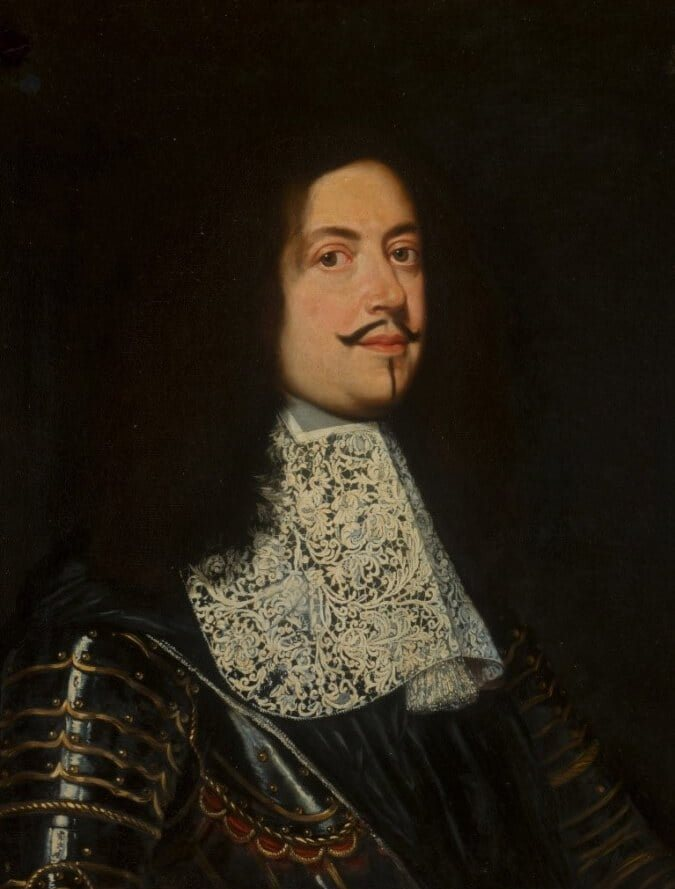
Camillo Francesco Maria Pamphilj

El 15 de septiembre de 1644, Giovanni Battista Pamphili fue elegido Papa como Inocencio X. Poco después, Camillo fue nombrado general del ejército papal. Este puesto era normalmente asignado al sobrino laico del Papa, pero Camillo Pamphili había expresado sus deseos de convertirse en cardenal nepote. Camillo fue investido cardenal diácono en el consistorio del 14 de noviembre de 1644, con el título de Santa Maria in Domnica. Un mes después, se le fue otorgado el título de cardenal nepote. Aunque era descrito como un joven feliz, agradable para con su familia y personal, algunos registros contemporáneos sugieren que perdió el interés en la piedad religiosa con bastante rapidez, pues llevaba una vida perezosa, en ocasiones sin levantarse de la cama hasta las siete de la tarde.
Durante la segunda mitad del siglo XVI, el papel del cardenal nepote se había convertido en una posición de gran relevancia en la administración de los Estados Pontificios, pero Inocencio X distribuyó muchas de sus responsabilidades. Algunas funciones fueron compartidas con el Secretario de Estado, Giovanni Giacomo Panciroli. Las tareas militares fueron delegadas a sus dos cuñados, Niccolò Ludovisi y Andrea Giustiniani, marido de su hermana mayor, Maria Flaminia. Según Theodoro Ameyden, para 1646 el Papa volvió a pensar en el matrimonio de su sobrino, el único varón de los Pamphili romanos, y en ese momento resurgió la posibilidad de una alianza matrimonial con los Barberini.

## Renuncia, matrimonio y vida posterior
Camillo se mostró particularmente interesado en Olimpia Aldobrandini, una joven noble que había estado presente en el Palacio Pamphili el día después de la coronación papal de su tío. Era la sobrina nieta y más tarde única heredera del Papa Clemente VIIII. Sin embargo, Aldobrandini estaba casada con el poderoso noble Paolo Borghese, y Pamphili, según sus contemporáneos, no era propenso a tener aventuras amorosas. Cuando Borghese murió en 1646, Pamphili hizo sus intenciones claras. Ambas familias eran ya cercanas: el tío materno de Aldobrandini, Niccolò Ludovisi, había contraído matrimonio con la hermana de Camilo, Constanza.
En contra de los deseos de su madre, Camillo renunció al cardenalato el 21 de enero de 1647, y pocas semanas después ya eran matrimonio. La elección de la novia fue de tal desagrado por el Papa y por su madre, pues ambos se decantaban por una unión con los Barberini, que ninguno de ellos asistió a la boda. Su primo, Francesco Maidalchini, fue nombrado cardenal nepote en su lugar. 
La dote de Aldobrandini incluía una colección de pinturas, entre las cuales se encontraban obras maestras extraídas del Camerino de Alabastro del Duque de Ferrara, villas en Montemagnanapoli y Frascati, las extensas propiedades de Aldobrandini en Romaña en la Via del Corso en Roma, y el Palacio Aldobrandini. De este modo, estas propiedades pasaron a manos de la familia Pamphili y se convirtieron en el núcleo de la Galleria Doria Pamphilj. Olimpia estaba tan furiosa que los desterró de Roma y del Palacio Pamphili. No regresaron hasta su muerte, diez años después, en 1657.
Apoyándose en la abundante dote de su esposa, el príncipe Pamphili hizo construir en 1650 una nueva y extensa villa en la colina del Janículo. En ella se encontraba el parque más grande de Roma. Camillo encargó también a Gian Lorenzo Bernini construir la iglesia barroca de San Andrés del Quirinal, en 1658. La iglesia no fue finalizada hasta 1670, después de la muerte de Pamphili. Murió en el Palacio Pamphili en la Via del Corso, el 26 de julio de 1666.
Cuando la rama romana de la familia Pamphili llegó a su término en 1760, Anna, hija de ambos, y Giovanni heredaron el palacio de Roma. Benedetto Pamphili, otro de sus hijos, fue nombrado Gran Prior de la Orden de San Juan de Jerusalén, y en 1681 fue nombrado cardenal.

## Familia
Camillo Pamphili y Olimpia Aldobrandini tuvieron cinco hijos:
- Flaminia Pamphili, fallecida en 1709, se casó con Bernardino Savelli, duque de Castelgandolfo, y no tuvo hijos. Después, se casó con Niccolo Francesco Pallavicini, príncipe de Civitella, con quien tampoco tuvo hijos.
- Teresa Pamphili (1650-1704) se casó con Carlo II Cybo-Malaspina, duque de Massa, y tuvo hijos.
- Anna Pamphili (1652-1728) se casó con Giannandrea Doria, príncipe de Melfi, en 1671, y fundó la línea Doria-Pamphili-Landi.
- Benedetto Pamphilj, cardenal (1653-1730).
- Giambattista Pamphili, príncipe de Carpinetti y de Belvedere (fallecido en 1717) se casó con Violante Facchinetti y tuvo una hija, Olimpia (1672-1731), que se casó con Filippo Colonna, príncipe de Paliano, hijo de Marie Mancini.

## Retratos
- Busto de mármol de Alessandro Algardi, en el Museo del Hermitage.
- Pintura de Giusto Sustermans, en el Palacio Pitti.
- Pintura de Giovan Battista Gaulli en el Palazzo Reale, Nápoles.